# Edmund Tudor, vévoda ze Somersetu
Edmund Tudor, vévoda ze Somersetu (21. února 1499, Greenwichský palác, Londýn – 19. června 1500, Westminsterské opatství) byl anglický princ, syn Jindřicha VII. Tudora a jeho manželky Alžběty z Yorku. Edmundovi sourozenci byli Artur Tudor, Markéta Tudorovna, Jindřich VIII. Tudor, Alžběta Tudorovna, Kateřina Tudorovna a Marie Tudorovna. Jeho jediným mladším sourozenec byla Kateřina. Již při narození získal titul vévody ze Somersetu, ale nebyl nikdy formálně povýšen na velmože (peera). Byl pokřtěn 24. února 1499. Zemřel ve věku patnácti měsíců z neznámých příčin, byl pohřben ve Westminsterském opatství. Státní pohřeb mladého prince vedl Eduard Stafford, 3. vévoda z Buckinghamu.